# انسدورف، اتریش
انسدورف (به آلمانی: Ennsdorf) یک منطقهٔ مسکونی در اتریش است که در بخش امستیتن واقع شده‌است. انسدورف ۲٬۵۶۵ نفر جمعیت دارد.